# Sinkankasite
La sinkankasite è un minerale.